# Placusa petulans
Placusa petulans är en skalbaggsart som beskrevs av Thomas Casey 1911. Placusa petulans ingår i släktet Placusa och familjen kortvingar. Inga underarter finns listade i Catalogue of Life.